# Isostola thabena
Isostola thabena är en fjärilsart som beskrevs av Paul Dognin 1919. Isostola thabena ingår i släktet Isostola och familjen björnspinnare. Inga underarter finns listade i Catalogue of Life.